# Perdus dans l'espace (série télévisée, 1965)
Pour les articles homonymes, voir Perdus dans l'espace.
Perdus dans l'espace (Lost in Space) est une série télévisée américaine en 83 épisodes de 49 minutes, dont 29 en noir et blanc, créée par Irwin Allen et diffusée entre le 15 septembre 1965 et le 6 mars 1968 sur le réseau CBS.
Au Québec, la série a été diffusée à partir du 9 septembre 1967 à la Télévision de Radio-Canada ; en France, en Lorraine à la fin des années 1960 sur Télé Luxembourg ; un épisode fut diffusé le 18 juillet 1991 dans À nous la Cinq sur La Cinq.

## Synopsis
En 1997, alors que la Terre est surpeuplée, la famille Robinson a été choisie pour se rendre dans le système d'Alpha Centauri afin d'y fonder une colonie. Embarqués à bord du vaisseau Jupiter II qui a été saboté par le Docteur Smith, ils se retrouvent perdus dans l'espace…

### Saison 1
Nous sommes en octobre 1997. La famille Robinson (le père John, la mère Maureen, le garçon Will et les deux filles Judy et Penny) ont été sélectionnés pour coloniser une planète près d'Alpha du Centaure. Ils sont accompagnés du major Don West, pilote de leur engin spatial, le Jupiter 2, et d'un Robot chargé de régler diverses complications qui pourraient survenir durant le voyage. La veille du départ, l'agent d'une puissance étrangère, le docteur Zachary Smith, s'introduit à bord et programme le Robot de façon qu'il détruise certains instruments du Jupiter 2 indispensables au pilotage quelques heures après le départ. Mais, par un coup du sort, Smith est incapable de sortir, et l'appareil s'envole avec lui à bord. Les Robinson ne s'en aperçoivent pas car ils ont été mis en état d'animation suspendue jusqu'à leur arrivée sur Alpha du Centaure. L'excédent de poids lié à la présence de Smith  modifie la trajectoire de l'engin, qui se dirige droit vers une pluie de météores. Smith est contraint de réveiller les Robinson qui règlent le problème mais le Robot, animé, détruit plusieurs appareils du Jupiter 2, ce qui fait que les Robinson sont maintenant perdus dans l'espace. Dans le troisième épisode, le Jupiter 2 s'écrase sur une planète inconnue et son équipage va y passer le reste de la saison, y vivant une multitude d'aventures. Smith, lâche et sournois, devient pourtant peu à peu ami avec les Robinson, surtout avec Will qu'il accompagne dans ses nombreuses randonnées autour du vaisseau. Le Robot, qui était au début soumis à Smith, noue avec Will Robinson une amitié qui se renforce au fil des épisodes. Quant au major West, il déteste le docteur Smith et le voit comme un perpétuel fauteur de troubles. Mais Smith profite de la tolérance du professeur Robinson et de l'indifférence des femmes à son égard pour imposer sa présence.

### Saison 2
Dans le premier épisode, les Robinson se voient contraints de quitter la planète sur laquelle ils ont vécu la plus grande partie de la saison 1 car le cœur de cette planète, devenu instable à cause des travaux d'un prospecteur intergalactique, menace d'exploser. Le Jupiter 2 met alors le cap sur Alpha du Centaure mais le docteur Smith trafique le système navigationnel pour le diriger vers la Terre ; à cause de cela, l'engin manque de peu de s'écraser sur le Soleil. Les manœuvres pour l'éviter font que le Jupiter 2 se perd de nouveau dans l'espace. À l'épisode 3, il se pose sur une nouvelle planète sur laquelle il va rester pour toute la suite de la saison. Le reste de la saison, les Robinson vont vivre une série d'aventures autant humoristiques que tragiques dans lesquelles le docteur Smith va leur causer des ennuis presque à tous les coups. Ils rencontrent alors des extraterrestres tous plus fantaisistes les uns que les autres. Ils font ainsi connaissance avec, entre autres : un prospecteur sorti tout droit du XIXe siècle ; un chevalier du Moyen Âge accompagné d'un basset muni de lunettes ; un directeur de cirque ambulant ; un sheik arabe ; un magicien ; un fabricant de jouets ; une déesse norvégienne ; un fantôme écossais ; un amiral du XVIIIe siècle. Les épisodes mettent l'emphase sur le docteur Smith, Will, le Robot et, dans une moindre mesure, Penny.

### Saison 3
Dans le premier épisode, une comète menace la planète où les Robinson ont vécu une bonne partie de la saison 2. Ils doivent décoller en catastrophe. Cette fois, ils vont bondir de planète en planète sur lesquelles ils vont vivre de nombreuses aventures. Les extraterrestres sont moins fantaisistes que dans la saison 2, quoique certains d'entre eux font sourire : le gardien d'un zoo, une colonie de hippies, un groupe de teenagers qui passent leur temps à se trémousser sur une danse typique des années 1960. La nouvelle saison ne se termine pas par un retour sur Terre ni par une arrivée sur Alpha du Centaure. Une quatrième saison devant conclure la série était prévue mais elle a été annulée à la dernière minute. Les Robinson et le docteur Smith sont donc toujours perdus dans l'espace. Dans cette saison, les Robinson disposent d'une navette encastrée dans le Jupiter 2, qui était inexistante dans les deux premières saisons. La musique du générique n'est également pas la même que celle des deux premières saisons.

## Distribution
- Guy Williams (VF : Jean Berger) : John Robinson
- June Lockhart (VF : Jacqueline Ferrière) : Maureen Robinson
- Marta Kristen : Judy Robinson
- Bill Mumy (VF : Arlette Thomas) : Will Robinson

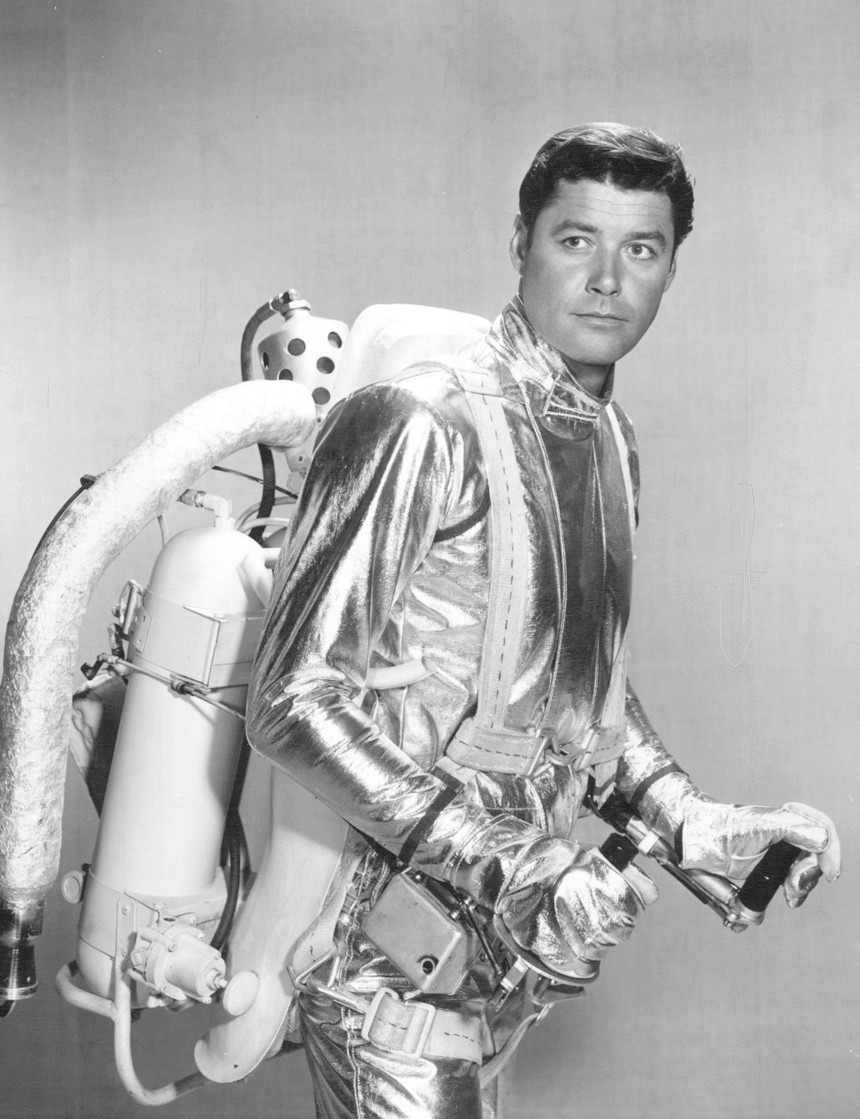
Guy Williams.

- Angela Cartwright : Penny Robinson
- Mark Goddard (en) (VF : Serge Lhorca) : Don West
- Jonathan Harris (VF : René Bériard) : Docteur Zachary Smith
- Bob May (en) (VF : William Sabatier) : Le Robot

## Épisodes
Saison 1 et 3 doublées partiellement. Saison 2 doublée entièrement. 50 épisodes au total ont été doublés.

### Première saison (1965-1966)
La saison est réalisée en noir et blanc et tous les épisodes de la première saison ont été doublés et diffusés en français, mais il ne subsiste que le doublage des trois premiers épisodes seulement.
1. Le Passager clandestin (The Reluctant Stowaway)
2. L'Épave du cosmos (The Derelict)
3. Une île dans le ciel (Island in the Sky)
4. Les Géants (There Were Giants in the Earth)
5. L'Ouragan magnétique (The Hungry Sea)
6. L'Étranger (Welcome Stranger)
7. Mon ami, Monsieur Personne (My Friend, Mr. Nobody)
8. La Cinquième Dimension (Invaders from the Fifth Dimension)
9. Oasis (The Oasis)
10. Quand le ciel tombe (The Sky Is Falling)
11. La Machine à souhaits (Wish Upon a Star)
12. Le Radeau (The Raft)
13. Un chien a disparu (One of Our Dogs Is Missing)
14. Titre français inconnu (Attack of the Monster Plants)
15. Titre français inconnu (Return from Outer Space)
16. Titre français inconnu (The Keeper - Part 1)
17. Titre français inconnu (The Keeper - Part 2)
18. Titre français inconnu (The Sky Pirate)
19. Titre français inconnu (Ghost in Space)
20. Titre français inconnu (War of the Robots)
21. Titre français inconnu (The Magic Mirror)
22. Titre français inconnu (The Challenge)
23. Titre français inconnu (The Space Trader)
24. Titre français inconnu (His Majesty Smith)
25. Titre français inconnu (The Space Croppers)
26. Titre français inconnu (All That Glitters)
27. Titre français inconnu (The Lost Civilization)
28. Titre français inconnu (A Change of Space)
29. Titre français inconnu (Follow the Leader)

### Deuxième saison (1966-1967)
La saison est réalisée en couleurs et a été entièrement doublée.
1. Départ pour l'espace (Blast Off into Space)
2. L'Aventure sauvage (Wild Adventure)
3. Planète fantôme (The Ghost Planet)
4. La Planète interdite (Forbidden World)
5. Le Cirque de l'espace (Space Circus)
6. Les Prisonniers de l'espace (The Prisoners of Space)
7. La Machine androïde (The Android Machine)
8. Jeux mortels de Gamma 6 (The Deadly Games of Gamma)
9. Le Voleur du cosmos (The Thief from Outer Space)
10. La Malédiction de Smith (The Curse of Cousin Smith)
11. À l'Ouest de Mars (West of Mars)
12. Une visite aux enfers (A Visit to Hades)
13. Le Robot détruit (The Wreck of the Robot)
14. Le Monstre (The Dream Monster)
15. Un homme en or (The Golden Man)
16. Dimension verte (The Girl from the Green Dimension)
17. La Chasse au dragon (The Questing Beast)
18. Celui qui fabriquait les jouets (The Toymaker)
19. Mutinerie dans l’espace (Mutiny in Space)
20. Les Vikings de l'espace (The Space Vikings)
21. Fusée pour l'espace (Rocket to Earth)
22. La Caverne (The Cave of the Wizards)
23. Le Trésor de la planète perdue (Treasures of the Lost Planet)
24. La Révolte des androïdes (Revolt of the Androids)
25. Les Aventuriers (The Colonists)
26. L'Exploration du robot (Trip Through the Robot)
27. La Famille fantôme (The Phantom Family)
28. Les Hommes machines (The Mechanical Men)
29. D'astres en astres (The Astral Traveler)
30. Le Cadeau le plus précieux (The Galaxy Gift)

### Troisième saison (1967-1968)
Seulement les neuf premiers épisodes ont été doublés et diffusés en français.
1. Le Condamné de l’espace (Condemned of Space)
2. Visite à une planète hostile (Visit to a Hostile Planet)
3. Kidnappés (Kidnapped in Space)
4. Les Chasseurs de Lune (Hunter's Moon)
5. Les Primitifs (The Space Primevals)
6. Les Destructeurs (The Space Destructors)
7. Le Phare mystérieux (The Haunted Lighthouse)
8. Vol au cœur de l'avenir (Flight into the Future)
9. Choc de planètes (Collision of the Planets)
10. Titre français inconnu (The Space Creature)
11. Titre français inconnu (Deadliest of the Species)
12. Titre français inconnu (A Day at the Zoo)
13. Titre français inconnu (Two Weeks in Space)
14. Titre français inconnu (Castles in Space)
15. Titre français inconnu (The AntiMatter Man)
16. Titre français inconnu (Target Earth)
17. Titre français inconnu (Princess of Space)
18. Titre français inconnu (The Time Merchant)
19. Titre français inconnu (The Promised Planet)
20. Titre français inconnu (Fugitives in Space)
21. Titre français inconnu (Space Beauty)
22. Titre français inconnu (The Flaming Planet)
23. Titre français inconnu (The Great Vegetable Rebellion)
24. Titre français inconnu (Junkyard of Space)

## Personnages

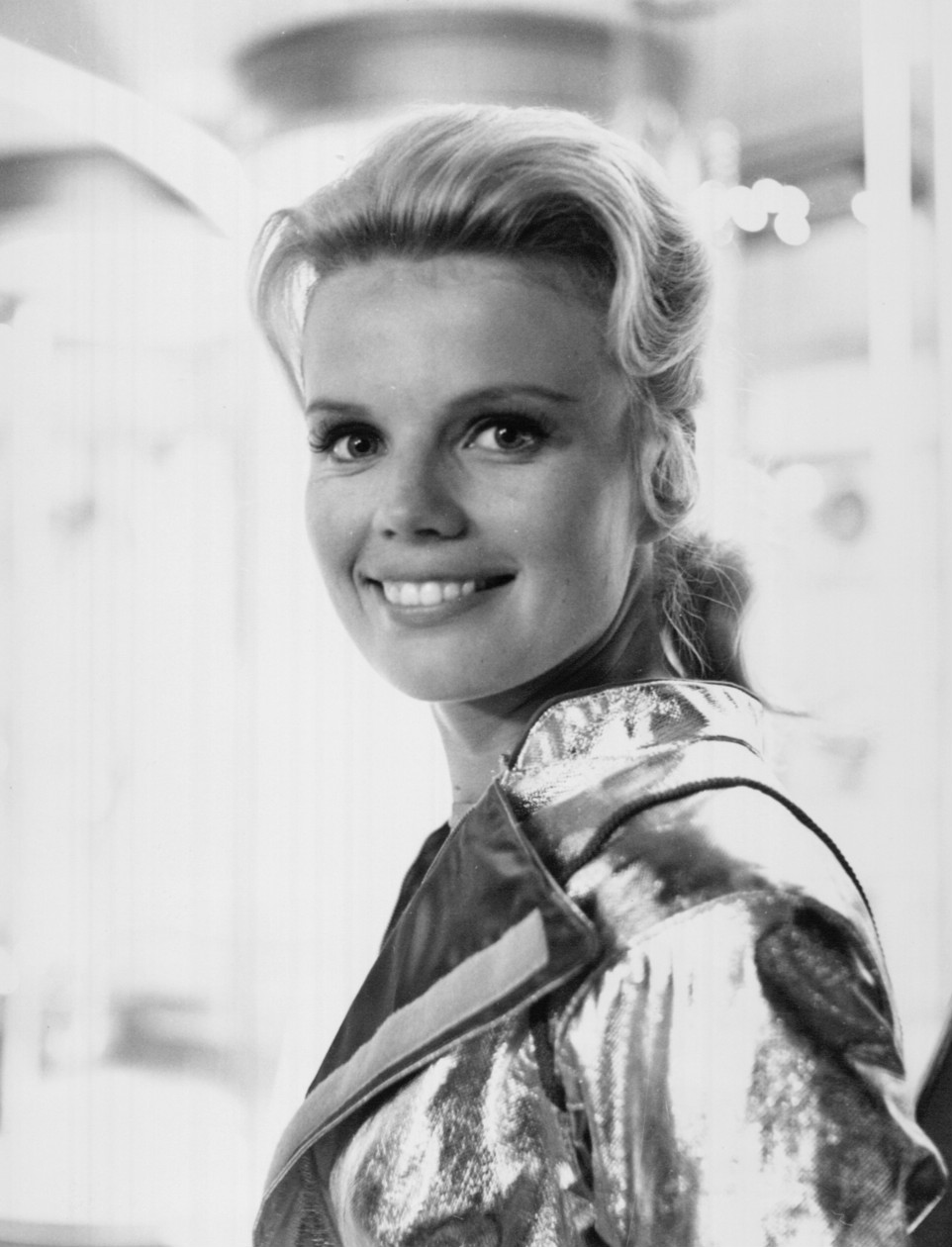
Marta Kristen dans le rôle de Judy Robinson.

- Professeur John Robinson : commandant de l'expédition et le père de famille. Il est un expert en astrophysique et en géologie planétaire appliquée.
- Docteur Maureen Robinson : épouse de John et biochimiste qualifiée. Elle est la mère de leurs enfants, Judy, Penny et Will.
- Major Don West : pilote du vaisseau spatial de l'expédition, le Jupiter 2. Don est attiré par Judy, et fondamentalement méfiant envers le Dr Smith. Dans le pilote original, Don West était aussi un astrophysicien et un expert en géologie interplanétaire.
- Judy Robinson : fille aînée des Robinson. Elle aurait voulu faire une carrière dans le théâtre musical sur Terre, mais a finalement accepté de rejoindre sa famille dans la mission Alpha Centauri.
- Penny Robinson : deuxième enfant des Robinson. Elle aime les animaux et la musique classique.
- Will Robinson : enfant surdoué en électronique et le plus intéressant des enfants Robinson. Il est le plus jeune, le plus intelligent et un bon ami du Dr Smith et du robot.
- Docteur Zachary Smith : un soi-disant spécialiste en environnement et en psychologie intergalactique et colonel des Space Corps, il est en fait un agent ennemi. Il était chargé de la partie médicale de la mission pendant sa préparation. Sa tentative manquée de sabotage l'a fait se retrouver passager clandestin malgré lui sur le Jupiter 2, d'où le titre du premier épisode (Reluctant Stowaway). Le Dr Smith, personnage plutôt sinistre dans les premiers épisodes, s'est transformé peu à peu en un personnage comique et lâche, qui ne cessait de se disputer avec le robot du vaisseau. La présence du Dr Smith à bord a dévié la course du vaisseau, évitant aux occupants un crash fatal avec un astéroïde inattendu. Pour cette raison, les Robinson lui en sont reconnaissants, malgré les innombrables difficultés qu'il leur cause par ailleurs.
- Le Robot : c'est un robot de contrôle environnemental modèle B-9, sans autre nom. Cependant, on voit sa caisse d'emballage dans l'épisode The Time Merchant de la 3e saison et l'étiquette indique en noir ONE General Utility Non-Theorizing Environmental ROBOT, avec les lettres G, U, N, T, E, et toutes celles du mot ROBOT en majuscules rouges, d'où l'opinion avancée par certains auteurs qu'il aurait dû porter en guise de nom l'acronyme GUNTER[2]. Le robot a été conçu par Robert Kinoshita et réalisé par Bob May dans un costume construit par Bob Stewart. Sa voix était celle de Dick Tufeld, le narrateur par ailleurs de la série.
- Debbie : animal de compagnie de Penny. Une créature trouvée sur la planète qui faisait sans cesse des « bloop » (bruits produits par effets spéciaux électroniques), interprété par un chimpanzé avec un chapeau en fourrure simulant une tête pointue avec des oreilles de forme particulière. Le chimpanzé qui joue Debbie est le même qui fait Judy dans la série télévisée Daktari.

## Commentaires
- Guy Williams était devenu célèbre quelques années plus tôt en interprétant le rôle de Zorro dans la série du même nom.
- La série s'est inspirée de la bande dessinée The Space Family Robinson publiée en décembre 1962 par Gold Key Comics, et du roman Le Robinson suisse (Der Schweizerische Robinson) de Johann David Wyss (1812).
- CBS et 20th Century Fox obtinrent une entente avec Gold Key Comics leur permettant d'utiliser le nom Robinson pour l'émission. Par la suite, la télésérie évolue avec des histoires séparées de la série de comic book.
- En 1973, ABC a produit via la compagnie Hanna-Barbera un téléfilm d'animation intitulé Lost in Space réalisé par Charles A. Nichols[3]. D'une durée de 44 minutes[4], il devait servir de pilote pour une série animée mais le projet n'a pas abouti. Cette animation a été diffusée en septembre 1973 dans The ABC Saturday Superstar Movie (en) et est présente en tant que bonus dans le coffret blu-ray édité par la Twentieth Century Fox.
- En 1998 sort au cinéma un film à grand spectacle réalisé par Stephen Hopkins : Perdus dans l'espace[1]. Tourné avec un budget de plus de 80 millions de dollars, il  rapporte un peu plus de 136 millions au box office international mais ne parvenant pas à couvrir tous les frais concernant la publicité, le marketing condamne ce qui devait devenir une franchise cinéma. Les acteurs du film sont : William Hurt, Gary Oldman, Mimi Rogers, Heather Graham, Lacey Chabert, Matt LeBlanc, Jared Harris et Jack Johnson. Quatre acteurs de la série d'origine font un caméo dans le film : Angela Cartwright, Marta Kristen, Mark Goddard et June Lockhart.
- En 2003, un pilote de 43 minutes intitulé The Robinsons: Lost in Space a été produit et réalisé par John Woo pour le réseau The WB avec Jayne Brook et Brad Johnson dans les rôles principaux de Maureen et John Robinson ainsi qu'Adrianne Palicki dans le rôle de Judy. Dôté d'un budget important évalué à deux millions de dollars avec beaucoup d'effets spéciaux, le projet n'a par contre pas été retenu par le réseau[5].
- Le 30 juin 2016, le site web Coming Soon annonce un reboot de la série culte, diffusé à partir de 2018 sur la plateforme Netflix, sous le même titre[1].

## DVD / blu-ray
- Royaume-Uni : Chez l'éditeur Twentieth Century Fox en audio anglais avec sous-titres anglais. Nombreux suppléments sur les coulisses de la série.
Intégrale saison 1 en coffret 8 DVD sortie le 23 février 2004 (ASIN B0001B3YU6).
Intégrale saison 2 en coffret 8 DVD sortie le 5 juillet 2004 (ASIN B00020JQBW).
Intégrale saison 3 en coffret 7 DVD sortie le 25 avril 2005 (ASIN B000639YN0).
Intégrale de la série en coffret 23 DVD sortie le 31 octobre 2005 (ASIN B000AAF9QK).
- États-Unis : Chez l'éditeur Twentieth Century Fox en audio anglais, espagnol et français avec sous-titres anglais, espagnol et français. Nombreux bonus sur les coulisses.
Intégrale saison 1 en coffret 8 DVD sortie le 13 janvier 2004 (ASIN B0000DC3VM).
Saison 2 volume 1 en coffret 4 DVD sortie le 14 septembre 2004 (ASIN B0002IQKAY). (Audio et sous-titres français présents).
Saison 2 volume 2 en coffret 4 DVD sortie le 30 novembre 2004 (ASIN B0002XVQNK). (Audio et sous-titres français présents).
Saison 3 volume 1 en coffret 4 DVD sortie le 1er mars 2005 (ASIN B0006UEVTA). (Audio et sous-titres français présents).  Saison 3 volume 2 en coffret 3 DVD sortie le 9 juillet 2005 (ASIN B00096S47G). (Audio et sous-titres français présents).
Intégrale spéciale 50e anniversaire intitulée Lost in Space The Complete Adventures en coffret 18 blu-ray avec plus de 8 heures de bonus inédits sorti le 15 septembre 2015 (ASIN B011QLB4B0). (Audio uniquement en anglais avec sous-titres anglais, espagnol et français).